# Eekhoutstraat
De Eekhoutstraat is een straat in het historisch centrum van Brugge. Een bijhorende straat heet Eekhoutpoort.

## Beschrijving
De straat heeft haar naam te danken aan de abdij van de Eeckhoutte die in de 11de eeuw werd opgericht en omstreeks 1146 werd bevolkt door reguliere kanunniken van Sint-Augustinus en een belangrijke rol speelde in de geschiedenis van Brugge.
Eekhout betekende hier niet eikenhout, maar hout in een eek. Een eek was een laagland, dat 's winters onder water kwam te staan. In zo'n eek groeide laag houtgewas, dat hakhout opleverde. Vandaar eekhout. Zo schreef Karel De Flou, hierin bijgetreden door Albert Schouteet. Maar Maurits Gysseling, hierin bijgetreden door Frans Debrabandere hield het gewoon bij eikenbos.
De Eekhoutabdij bezette een groot terrein ten zuiden van de Dijver. Ze werd opgeheven tijdens de Franse overheersing en kerk en klooster werden afgebroken. De oppervlakte werd ingenomen door de Bank Du Jardin (thans seniorie Ten Eekhoutte en Sint-Andreaslyceum), de stad Brugge (thans Groeningemuseum) en heel wat particulieren.
Op de hoek van de Eekhoutstraat en de Willemstraat werden in de jaren 1990 archeologische resten aangetroffen die dateren uit de Nieuwe Steentijd (2.000 voor Christus). Ze zijn de oudste tekenen tot dusver van menselijke aanwezigheid op de plek van de huidige stad Brugge.

## Bekende bewoners
- Jules Dujardin